# Eustrotia parallela
Eustrotia parallela là một loài bướm đêm trong họ Noctuidae.